# Добромильський літопис
Добро́мильський літо́пис — хроніка, складена близько 1700 року в м. Добромиль (нині  Старосамбірський р-н,  Львівська обл.). Автор — Семен (Симеон) Коростенський, греко-католицький священик церкви Різдва Пресвятої Богородиці м. Добромиля. 
Літопис охоплює події української історії 1648—1700 років. Найбільше повідомлень стосується спустошення Правобережжя татаро-турецькими військами в останній чверті XVII століття, здобуття турками Кам'янця-Подільського, їхньої поразки під Хотином і Журавно. Описано початок національної революції 1648—1676 років, взяття козаками Богдана Хмельницького Любліна (Польща) 1655 році, ординські напади на Україну і боротьба з ними, оборона Відня 1683 року і події місцевого значення (повені, неврожаї, епідемії тощо). Автор, будучи прихильником сильної королівської влади, засуджував феодальну анархію в Речі Посполитій. Під час написання літопису він покладався переважно на свою пам’ять, хоча, ймовірно, використовував і джерела, що зберігалися в Добромильському монастирі Василіан. Пам’ятка написана української мовою, близькою до народної. Уперше витяги з літопису видрукував Антоній Петрушевич, а повний текст подав Володимир Антонович (1888). Опублікований у книзі «Сборник летописей, относящихся к истории Южной и Западной Руси, изданный Киевской комиссией для разбора древних актов» (К., 1888).